# Пулхели
Пулхѐли (на уелски: Pwllheli, изговаря се по-близко до Пухлхѐли) е град в Северозападен Уелс, графство Гуинед. Разположен е на залива Тремадог Бей, който е част от залива Кардиган Бей на около 100 km югозападно от английския град Ливърпул. На около 30 km на север от Пулхели е главният административен център на графството Карнарвън. Има крайна жп гара и пристанище. Морски курорт. Населението му е 3861 жители според данни от преброяването през 2001 г.